# Biserici de lemn din Dobrogea

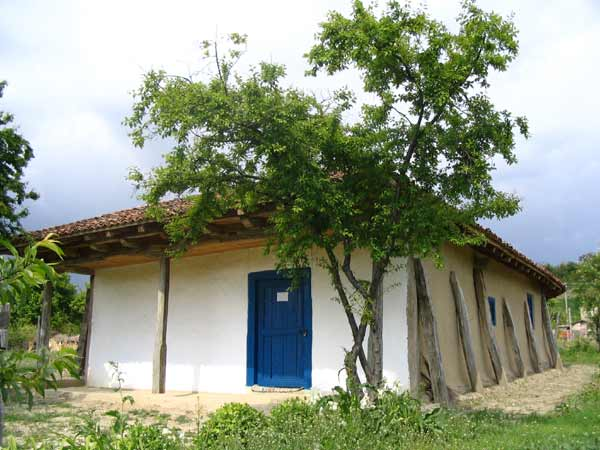
Biserica din Izvoarele, Constanţa, după restaurare. Foto 2001.

Bisericile de lemn din Dobrogea fac parte din familia de biserici de lemn românești. Meritul deosebit de a identifica aceste biserici îi revine arhitectului Vlad Calboreanu, care a salvat de la ruinare pe cea de la Izvoarele, în anul 2001. Acesta a făcut o documentare detaliată a bisericii și a scos în evidență trăsăturile tehnice arhaice în care a fost construită, regăsite în siturile arheologice din epoci foarte îndepărtate. Supraviețuirea acestei tehnici prin cele câteva exemplare păstrate în Dobrogea trebuie considerată o adevărată revelație pentru istoria arhitecturii din România și din această parte a Europei.

## Biserici de lemn dobrogene
Cele căteva biserici de lemn cunoscute în Dobrogea sunt ridicate în tehnica paiantei, adică cu structură de lemn și umplutură de nuiele bătută cu pământ. Ele pot fi datate cel mai probabil din secolul 19. Trei dintre ele sunt grupate lângă Dunăre, în sudul Dobrogei. O a patra biserică în aceeași tehnică stă în picioare în Mănăstirea Saon, lângă Isaccea, în județul Tulcea, cunoscută sub numele de biserica veche, și a fost ridicată imediat după revenirea provinciei în teritoriul României, în 1878. 
O cercetare mai extinsă de teren va scoate eventual în evidență și alte biserici asemănătoare în regiune, posibil și în zona bulgărească. 
| secolul 19 - 1863 Satu Nou - 1878 Mănăstirea Saon - Izvoarele - Strunga |